# Rainow
Rainow – wieś w Anglii, w hrabstwie ceremonialnym Cheshire, w dystrykcie (unitary authority) Cheshire East. W 2001 miejscowość liczyła 1282 mieszkańców.

## Geografia
Rainow leży 56 km na wschód od miasta Chester i 237 km na północny zachód od Londynu. Najbliższe miasto to Macclesfield. Manchester leży 27 km na północ, a do lotniska w Manchesterze można dojechać samochodem w ciągu 30 minut. Przez wieś przebiega droga B5470.
Rainow położone jest u stóp Gór Pennińskich, na skraju parku narodowego Peak District.
Na wschód od wsi, na wysokości 308 m n.p.m., leży Lamaload Reservoir, pierwszy w Anglii betonowy zbiornik zbudowany w latach 1958–1964.
Punkt orientacyjny White Nancy, okrągły biały budynek o kształcie głowy cukru zbudowany w 1817 znajduje się na zachodnim krańcu Kerridge Hill, na granicy parafii Rainow i Bollington.

## Historia
Pierwsza odnotowana posiadłość w Rainow to dom One House przy Buxton Road, podarowany Richardowi Davenport około roku 1150. W 1380 Rainow miało już 30 domów, a około 1416 wybudowano młyn. Największą liczbę ludności odnotowano w Rainow w roku 1831: 1807 mieszkańców (323 domostwa).
Nazwa wsi pochodzi od staroangielskiego Hraefn Hoe oznaczającego Ravens' Hill (Wzgórze Kruków). Od zimy 2007 we wsi wychodzi 24-stronicowy kwartalnik w formacie A5 „The Raven”, dystrybuowany za darmo do ok. 600 domostw.

## Szkoła
Jedyna we wsi szkoła, Rainow Primary School, ma do 175 uczniów, do 6 klasy. Na terenie szkoły znajduje się plac zabaw, boisko, fragment rzeki używany do nauki przyrody, oraz stołówka.

## Holy Trinity Church
Zbudowany w 1846, za £1,800 które ofiarował John Mellor z Kerridge End, na terenie przekazanym wsi przez Josepha Hardinga, według planów architekta Samuela Howarda z Disley. W 1958 dobudowano plebanię.

## Jenkin Chapel
Zbudowana z lokalnego kamienia w 1733, w stylu miejscowym, z zewnętrznym biegiem schodów prowadzącym do galerii (mała wieża z dwuspadowym dachem została dobudowana w latach 1754–55). Pierwotnie pod wezwaniem św. Jana Chrzciciela (St. John the Baptist), kaplica została konsekrowana w 1894 i poświęcona św. Janowi Ewangeliście (St. John the Evangelist).

## Imprezy kulturalne
W lipcu Rainow obchodzi doroczny festyn kościelny z przyjęciem z herbatą, przeciąganiem liny pomiędzy drużynami miejscowych pubów – The Robin Hood, The Rising Sun i The Highwayman – wystawą psów oraz biegami terenowymi po wzgórzu Kerridge Hill, wokół wsi. Festyn połączony jest z dwutygodniową wystawą strachów na wróble na terenie wsi. W 2010 zaprezentowano ok. 80 strachów na wróble. Podczas festynu wybierany jest też burmistrz (mayor) wsi, pomimo że nie jest to funkcja oficjalna i nie ma żadnej władzy. Burmistrz tradycyjnie wybierany był od XIX w. w trzecią niedzielę października. Burmistrz ubierany jest w czerwoną togę i ogromny łańcuch, sadzany jest na ośle tyłem do przodu. Procesja idzie przez wieś i kolejne gospody witają burmistrza napojami. Dochody z festynu przeznaczone są na lokalne hospicjum, wyposażenie kościoła oraz organizacje młodzieżowe i pomoc ludziom starszym. Ostatni festyn odbył się 14 lipca 2012.
Dwa razy w miesiącu Rainow odwiedza mobilna biblioteka. Tradycyjna budka telefoniczna wykupiona i odrestaurowana przez parafię obywatelską, służy jako punkt darmowej wymiany książek.

## Lokalne legendy
W 1656 powieszono dwie kobiety oskarżone o czary.
W czasie burzy śnieżnej w Wigilię 1735 na ulicy zmarł w nieznanych okolicznościach John Turner. We wsi znajduje się tablica mu poświęcona, ufundowana przez Jamesa Mellora juniora. Potomkowie brata Jamesa, Williama, byli pierwszymi we wsi właścicielami samochodu.

## Znani mieszkańcy
- Stephen Morris i Gillian Gilbert, członkowie zespołów Joy Division, New Order i The Other Two, dorastali w pobliskim Macclesfield.
- John Squire, gitarzysta The Stone Roses
- poseł George Osborne

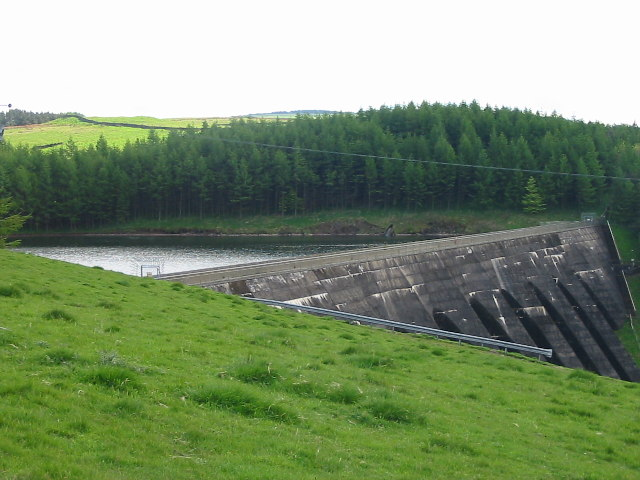
Lamaload Reservoir
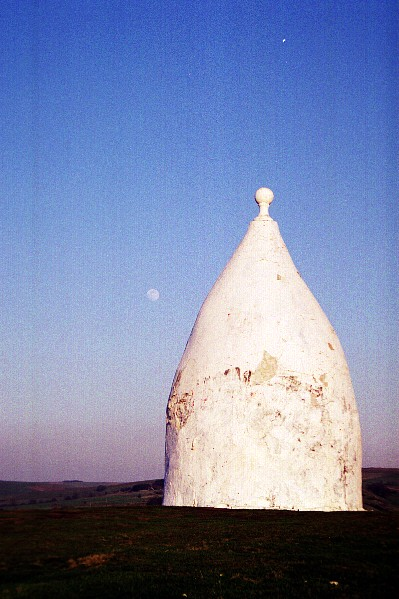
White Nancy
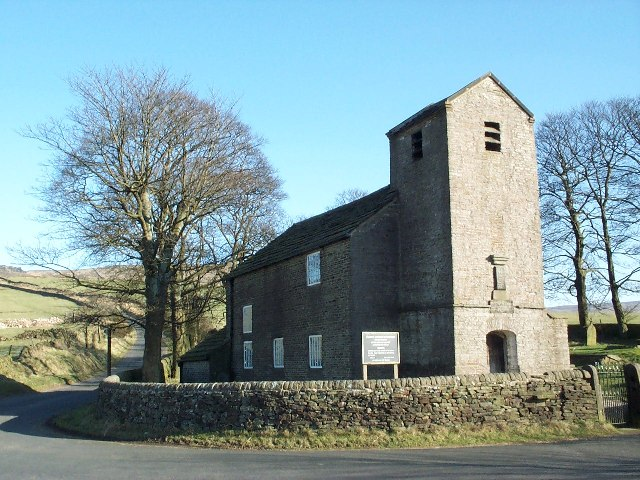
Jenkin Chapel
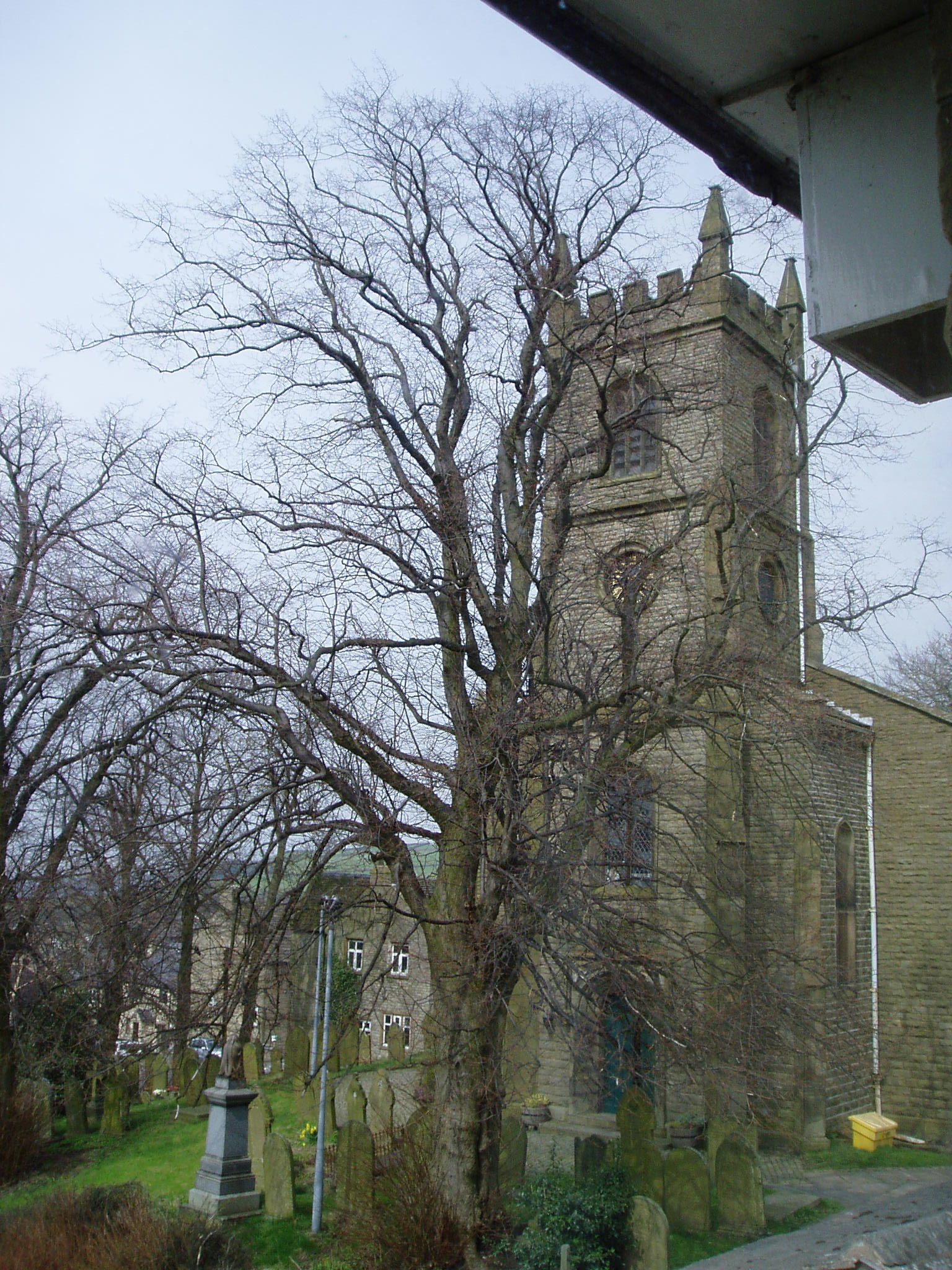
Rainow Holy Trinity Church
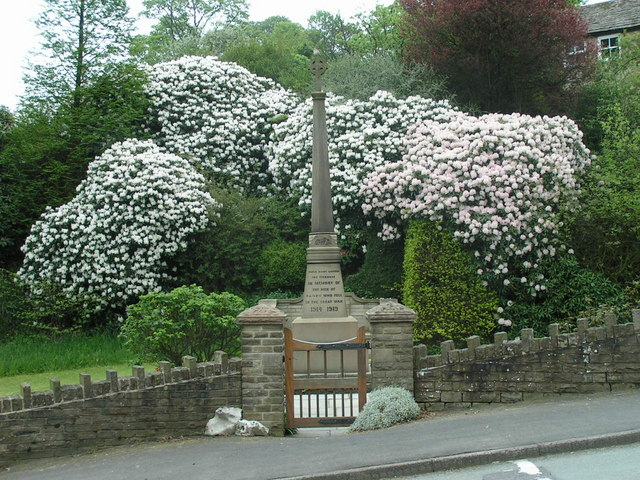
Pomnik ofiar I i II wojny światowej